# Chorale Roanne Basket

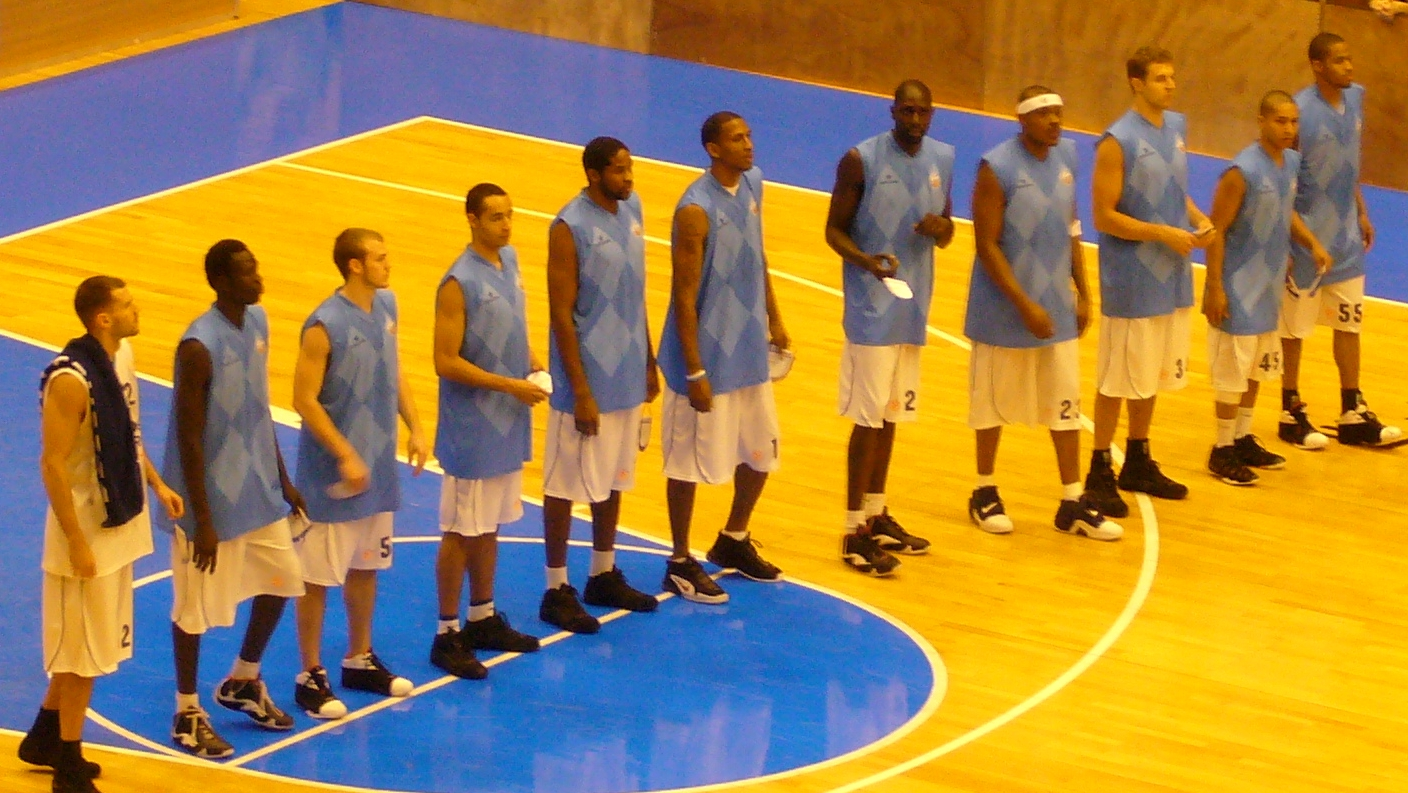
El Chorale Roanne, antes de un partido.

Chorale Roanne Basket es un club de baloncesto francés, con sede en la ciudad de Roanne, fundado en 1937 que compite en la Pro A, la primera competición de su país. Disputa sus partidos en el pabellón Halle André Vacheresse, con capacidad para 5.020 personas.

## Posiciones en liga
| Temporada | Nivel | Liga  | Pos. | Postemporada     | Copa de Francia  | Leaders Cup              | Competiciones europeas | Competiciones europeas |
| --------- | ----- | ----- | ---- | ---------------- | ---------------- | ------------------------ | ---------------------- | ---------------------- |
| 2006–07   | 1     | Pro A | 1    | Campeón          |                  | Campeón                  | –                      | –                      |
| 2007–08   | 1     | Pro A | 2    | Finalista        | Ronda de 32      | Cuartos de final         | 1 Euroleague           | TR                     |
| 2008–09   | 1     | Pro A | 5    | Cuartos de final | Semifinalista    | Semifinalista            | 2 Eurocup              | TR                     |
| 2009–10   | 1     | Pro A | 3    | Semifinalista    | Ronda de 32      | Semfinalista             | 3 EuroChallenge        | 3º                     |
| 2010–11   | 1     | Pro A | 6    | Cuartos de final | Ronda de 32      | Cuartos de final         | 2 Eurocup              | TR                     |
| 2011–12   | 1     | Pro A | 8    | Cuartos de final | Cuartos de final | Cuartos de final         | 3 EuroChallenge        | QF                     |
| 2012–13   | 1     | Pro A | 6    | Cuartos de final | Octavos de final | Cuartos de final         | –                      | –                      |
| 2013–14   | 1     | Pro A | 15   | Descenso         | Cuartos de final | –                        | –                      | –                      |
| 2014–15   | 2     | Pro B | 8    | Cuartos de final | Ronda de 64      | Cuartos de final (Pro B) | –                      | –                      |
| 2015–16   | 2     | Pro B | 16   | -                | Ronda de 32      | 1ª ronda (Pro B)         | –                      | –                      |
| 2016–17   | 2     | Pro B | 15   | -                | Ronda de 32      | Campeón (Pro B)          | –                      | –                      |
| 2017–18   | 2     | Pro B | 2    | Finalista        | Ronda de 32      |                          |                        |                        |
| 2018–19   | 2     | Pro B | 1    | Campeón          | Ronda de 32      | Campeón (Pro B)          |                        |                        |
| 2019–20*  | 1     | Pro A | 16   |                  | Ronda de 32      |                          |                        |                        |
| 2020–21   | 1     | Pro A | 16   |                  | Octavos de final |                          |                        |                        |
| 2021–22   | 1     | Pro A | 13   |                  | Ronda de 32      |                          |                        |                        |
| 2022–23   | 1     | Pro A | 11   |                  | Octavos de final |                          |                        |                        |

*La temporada fue cancelada debido a la pandemia del coronavirus.

## Palmarés
- Campeón de Liga : 1959, 2007
  - Subcampeón de liga : 2008
  - Finalista de la Copa de baloncesto de Francia : 1964
- Vencedor de la Semaine des As de basket-ball: 2007
- Semifinales FIBA EuroChallenge : 2010
- Campeón Pro B: 1981, 2019
- Campeón Leaders Cup Pro B : 2017, 2019

## Plantilla actual

### Jugadores Históricos
| - André Vacheresse 1942-60 - Maurice Marcelot 1951-1965 - Henri Villecourt 1956-1960 - Alain Gilles 1960-65 - Christian Petit 1971-76 - Alain Vincent 1968-76 - Dick Smith 1969-1974 - Lindsey Hairston 1977-83 - Terry Stotts 1988-89 - Ronnie Smith 1989-90 - David Thirdkill 1989-90 | - Fennis Dembo 1990-92 - Cedric Henderson 1990-92 - Kenny Simpson - Christophe Grégoire 1986-93 - Franck Bouteille 1988-95 - Mike Gonsalves 1988-94 - Oliver Taylor 1994-diciembre 96 - Joey Beard 1998-99 - Makhtar N'Diaye 1999-2001 ; 2003-04 - Laurent Cazalon 2000-03; 2006-08 - Jimmal Ball 2000-2002; 2003-04 | - Scott Forbes 2000-2004 - Marc M'Bahia 2001-02 - Mike Bauer 2005-06 - Dewarick Spencer 2005-07 - Aaron Harper 2005-07 - Pape Badiane 2005-2008 - Marc Salyers 2006-2008 - Brion Rush 2007-08 - Marc-Antoine Pellin 2005-2010 - Ricky Davis 2011 - Dylan Page 2009-2012 |